# Паррасий из Эфеса

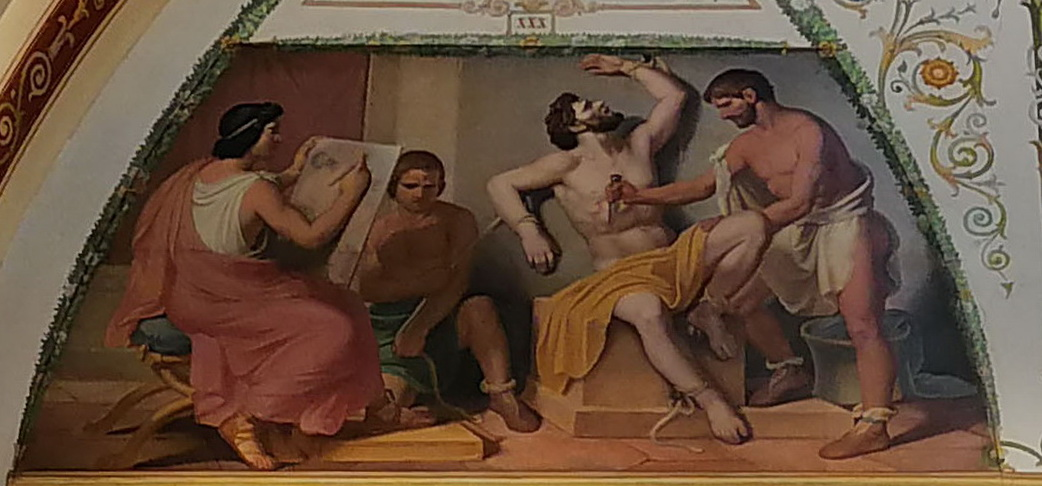

Парра́сий из Эфе́са (др.-греч. Παρράσιος; лат. Parrhasius; вторая пол. V века до н. э.) — древнегреческий живописец; основатель ионической малоазийской школы живописцев.
Паррасий был предположительно родом из Эфеса, сын и ученик Евдема, современник Сократа и Платона, жил во времена пелопоннесской войны (431—404 до н. э.).
Как гласит предание, он установил канон пропорций человеческого тела; произведения его отличались тонкостью выражения лиц и правильностью контуров. Он писал преимущественно мужские фигуры, главным образом богов и героев, которых иногда соединял в довольно сложные группы. Ему приписываются также сцены аллегорического и жанрового содержания, порой весьма фривольного характера. Насколько Паррасий был силён в передаче экспрессии (выразительности), свидетельствует дошедшее до нас предание о написанной им картине «Афинский демос», в которой, будто бы, были выражены все характерные черты афинян.
Существует анекдот о состязании, происходившем между Паррасием и Зевксисом. Якобы для этого состязания Зевксисом была написана кисть винограда с таким совершенством, что к ней слетались птицы, принимая её за настоящую; Паррасий же ввёл в заблуждение даже своего соперника превосходно написанной занавеской, которая показалась тому действительной.